# Strobilanthes autapomorpha
Strobilanthes autapomorpha är en akantusväxtart som beskrevs av J.R.Benn.. Strobilanthes autapomorpha ingår i släktet Strobilanthes och familjen akantusväxter. Inga underarter finns listade i Catalogue of Life.